# Code Red (malware)
Il Code Red è un malware di tipo worm rilasciato il 13 luglio 2001 che attaccava i computer che avevano installato Internet Information Services.
Code Red fu scoperto e studiato da Marc Maiffret e Ryan Permeh, due dipendenti della eEye Digital Security che lo chiamarono con Il nome della bibita Code Red Mountain Dew, che stavano bevendo durante la scoperta. Nel 19 luglio 2001, giorno in cui il worm era presente in 359000 server, Code Red raggiunse il suo picco massimo di estensione. Il worm venne infine bloccato da Kenneth D. Eichman, che per tale impresa fu persino invitato alla Casa Bianca.

## Funzionamento
Gli effetti del worm includevano:
- Defacing del sito web infettato, sostituendo la homepage normale con la scritta:

```
HELLO! Welcome to http://www.worm.com! Hacked By Chinese!
```

- Altre attività in funzione del giorno del mese corrente:
  - Giorni da 1 a 19: il worm prova a diffondersi cercando altri server basati su sistema IIS
  - Giorni da 20 a 27: Attacco vero e proprio del worm
  - Giorni da 28 fino alla fine del mese: nessuna azione